# 応天 (西夏)
応天（おうてん）は、西夏の襄宗の治世で用いられた元号。1206年 - 1209年。

## 西暦・干支との対照表
| 応天 | 元年   | 2年    | 3年    | 4年    |
| 西暦 | 1206年 | 1207年 | 1208年 | 1209年 |
| 干支 | 丙寅   | 丁卯   | 戊辰   | 己巳   |